# Tournoi international de l'Exposition Universelle de Paris 1937
Le Tournoi international de l'Exposition Universelle de Paris 1937 est un tournoi amical de football disputé du 30 mai au 6 juin 1937 en France avec la finale à Paris. 

## Participants
- Austria Vienne : vainqueur de la Coupe Mitropa 1936, 2e du championnat d'Autriche 1936-1937.
- AGC Bologne : Champion d'Italie 1936-1937.
- Chelsea FC : 13e du championnat d'Angleterre 1936-1937.
- VfB Leipzig : vainqueur de la Coupe d'Allemagne 1936.
- Olympique de Marseille : champion de France 1936-1937.
- Phöbus FC Budapest : 4e du championnat de Hongrie 1936-1937.
- Slavia Prague : champion de Tchécoslovaquie 1936-1937.
- FC Sochaux : vainqueur de la Coupe de France 1937, 2e du championnat de France 1936-1937.

## Résultats

### Quarts-de-finale
| Date        | Lieu       | Équipe 1       | Résultat | Équipe 2               |
| 30 mai 1937 | Le Havre   | Austria Vienne | 2 - 0    | VfB Leipzig            |
| 30 mai 1937 | Strasbourg | Slavia Prague  | 2 - 1    | Phöbus FC Budapest     |
| 30 mai 1937 | Antibes    | Chelsea FC     | 1 - 1    | Olympique de Marseille |
| 30 mai 1937 | Paris      | AGC Bologne    | 4 - 1    | FC Sochaux             |

Chelsea est qualifié par tirage au sort.

### Demi-finales
| Date        | Lieu  | Équipe 1    | Résultat | Équipe 2       |
| 3 juin 1937 | Paris | Chelsea FC  | 2 - 0    | Austria Vienne |
| 3 juin 1937 | Lille | AGC Bologne | 2 - 0    | Slavia Prague  |

### Match pour la troisième place
| Date        | Lieu       | Équipe 1      | Résultat | Équipe 2       |
| 6 juin 1937 | Saint-Ouen | Slavia Prague | 3 - 0    | Austria Vienne |

### Finale
| Équipes     | AGC Bologne - Chelsea FC |
| Score       | 4 - 1 (3-0) |
| Date        | 6 juin 1937 |
| Stade       | Colombes, Paris |
| Arbitre     | Lucien Leclercq |
| Buts        | Carlo Reguzzoni 15e, 31e et 65e, Giovanni Busoni 20e pour Bologne ; Sam Weawer 72e pour Chelsea                              |
| AGC Bologne | Ceresoli, Fiorini, Gasperi, Montesanto, Andreolo, Corsi, Busoni, Sansone, Schiavio, Fedullo, Reguzzoni (entraîneur : Weisz). |
| Chelsea FC  | Jackson, Barkas, Barber, Mitchell, Craig, Weaver, Spence, Argue, Bambrick, Gibson, Reid (entraîneur : Knighton)              |